# Meritxell Siré i Caramés
Meritxell Siré Caramés (Barcelona, 1974) és una jugadora de waterpolo, ja retirada.
Formada al CE Mediterrani, va guanyar set Lligues espanyoles, dues Copes de la Reina i set Campionats de Catalunya, així com també va disputar competicions europees. El 1999 va fitxar pel Gifa Città di Palermo, essent una de les primeres waterpolistes catalanes que jugava en una lliga professional. Internacional amb la selecció espanyola de waterpolo en seixanta-una ocasions entre 1994 i 1999, va competir-hi en un Campionat del Món (1998) i en tres Campionats d'Europa (1995, 1997, 1999), destacant el quart lloc aconseguit el 1997. Entre d'altre distincions, va rebre les medalles de serveis distingits de bronze (1997), d'argent (1998) i d'or (1999) de la Reial Federació Espanyola de Natació.

## Palmarès
- 7 Lligues espanyoles de waterpolo femenina: 1991-92, 1992-93, 1993-94, 1994-95, 1995-96, 1996-97, 1997-98
- 2 Copes espanyoles de waterpolo femenina: 1996-97, 1997-98
- 7 Campionat de Catalunya de waterpolo femení: 1991-92. 1992-93, 1993-94, 1994-95, 1995-96, 1996-97, 1997-98